# Elizabeth Short
Elizabeth Short (Boston, 29 de julho de 1924 – Los Angeles, c. 14–15 de janeiro de 1947) foi uma mulher americana encontrada assassinada no bairro de Leimert Park, em Los Angeles, em 15 de janeiro de 1947. Nascida em Boston, Short passou sua infância na Nova Inglaterra e na Flórida antes de se mudar para a Califórnia, onde seu pai morava. É comum afirmar que ela era uma aspirante a atriz, embora não tivesse nenhum crédito ou emprego conhecido como atriz durante seu tempo em Los Angeles. Ela adquiriria o apelido de Dália Negra postumamente, já que os jornais da época costumavam apelidar de crimes particularmente sinistros; o termo pode ter se originado de um mistério de assassinato filme noir, The Blue Dahlia (1946).
Elizabeth foi morta por razões desconhecidas em 1947. Seu corpo foi encontrado mutilado e esquartejado em um terreno baldio na cidade de Los Angeles. O caso ficou conhecido como Dália Negra (Black Dahlia) depois que o jornal L.A. Herald Express começou a chamar a atriz assim, em associação ao filme Blue Dahlia, do ano anterior. O crime ficou eternizado não apenas pela brutalidade, mas principalmente por permanecer até hoje sem solução. O caso teve grande cobertura da mídia, o que levou 59 pessoas a confessar o assassinato. Todas, porém, foram descartadas. Ao todo, vinte e cinco suspeitos foram investigados, mas nunca se chegou a uma conclusão.
O caso de Short permanece não resolvido e os detalhes que o cercam tiveram uma intriga cultural duradoura, gerando diversas teorias e especulações públicas. Sua vida e morte têm sido a base de vários livros e filmes, e seu assassinato é frequentemente citado como um dos mais famosos assassinatos não resolvidos da história dos Estados Unidos, bem como um dos mais antigos casos não resolvidos da história do Condado de Los Angeles. Da mesma forma, foi creditado pelos historiadores como um dos primeiros grandes crimes na América do pós-guerra a captar a atenção nacional.